# Dejan Stojanović
Dejan Stojanović (serbiska: Дејан Стојановић, uttalas [dɛjan stɔjanɔvitɕ]), född 11 mars 1959, är en serbisk poet, författare, essäist, filosof, affärsman, och tidigare journalist. Hans poesi kännetecknas av ett igenkännbart tankesystem och poetiska enheter, på gränsen till filosofi, och har överlag en mycket reflexiv ton. Enligt kritikern Petar V. Arbutina  tillhör “Stojanović den lilla och inhemska krets av poeter som har varit den största kreativa och konstnärliga kraften i den serbiska poesin under de senaste årtiondena."

## Biografi

### Familj
För ungefär två århundraden sedan flyttade Stojanovićs familj från Čevo (som ligger nära Cetinje, Montenegro) till Orasi (Lješanska Nahija, Montenegro). Enligt den muntliga traditionen härstammar familjen från en av de mest berömda serbiska adelsmännen, Strahinjić Ban. Vissa familjmedlemmar flyttade till Metohija (Kosovo) i början av trettiotalet av förra seklet.
Stojanović farmor, Anđa, kom från ett framstående Montenegrinsk familj, Lubarda familjen, där den mest kända familjemedlemmen var Petar Lubarda, förmodligen den bästa och mest prisade målaren i före detta Jugoslavien (om vilken Sir Herbert Read skrev med förtjusning).

### Tidiga år
Stojanović föddes i Peja, Kosovo, (före detta Jugoslavien) som är det administrativa och kulturella centrumet av Metohija, och är sätet för Patriarkatet i Peć. Eftersom han växte upp i ett socialistiskt land och i det multietniska samhället Kosovo, mötte han redan i unga år kommunismens alla paradoxer och absurditeter som fanns i före detta Jugoslavien.
1972 flyttade han med sin familj till Sutomore (en liten stad vid den adriatiska kusten, nära Bar, Montenegro) och avslutade skolåret där. Även efter att ha återvänt till Peć, tillbringade han varje år långa sommarsemestrar med familjen i deras hus i Sutomore, och gjorde täta resor till de närliggande städerna - Bar, Petrovac, Sveti Stefan, Budva, Kotor, Tivat och Herceg Novi.
Den överväldigande  stora närvaron av vatten och havet i hans dikter kan sannolikt förklaras av det faktum att han bodde nära Adriatiska havet. Även efter ankomsten till Chicago var han fascinerad av Lake Michigan, som är nästan dubbelt så stor än Adriatiska havet. Dessutom påverkade också bergen i Montenegro och Peć (Prokletije) hans poesi, vilket bevisas genom faktumet att detta är ett ämne som ofta återkommer i hans verk.
Hans första drivkraft, som sträcker sig genom hela hans liv, var riktade mot filosofi. När han fyllde fjorton började han intressera sig för regi och skådespeleri. Blyg av naturen, pratade han inte med någon om sina hemliga intressen, men han var övertygad om att han en dag skulle kunna utforska dem. Han tittade på minst en film, och ibland två eller tre filmer, varje dag.
1976 besökte han för första gången Paris, och under det besöket lovade en politisk serbisk emigrant, Jovan Brkić, att hjälpa honom att få tillträde till Sorbonne. Tyvärr använde han sig inte av denna möjlighet, vilket han ångrade senare.

### Tonåren och vuxenlivet

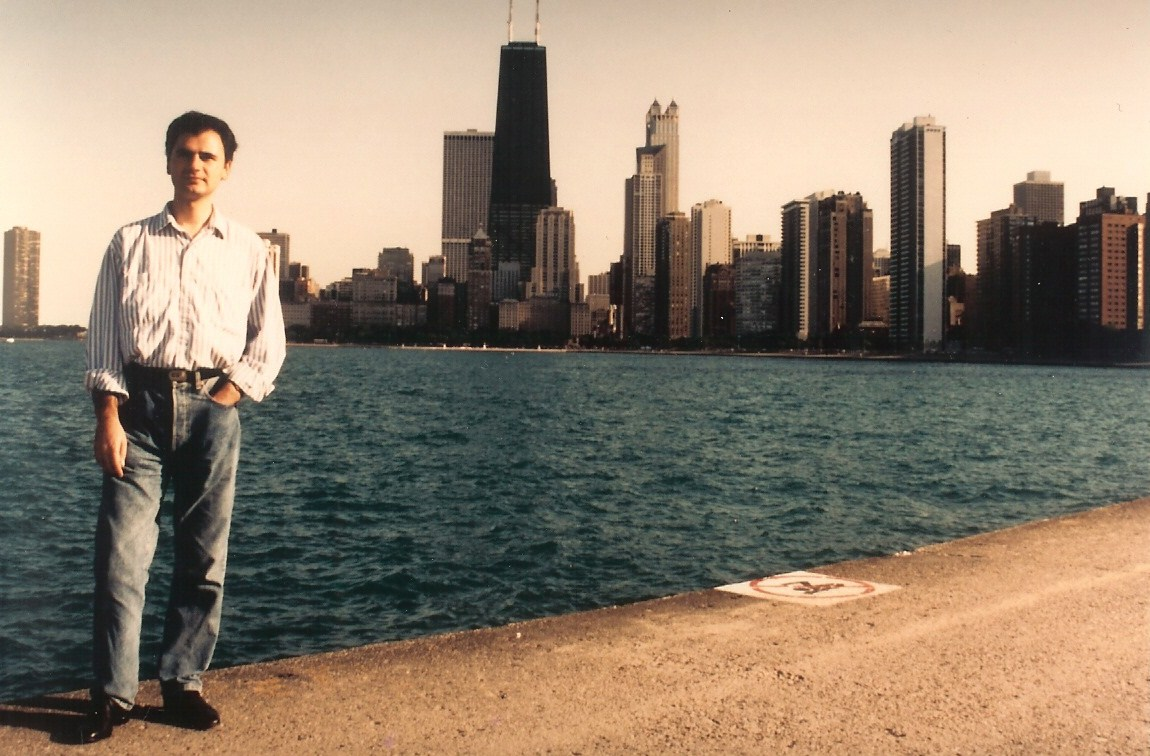
Dejan Stojanović, Chicago, 1991

Även om Stojanović främst var intresserad av filosofi och konst, studerade han juridik och avlade en  examen vid Prištinas Universitet i Kosovo. Han planerade att odla sina andra intressen senare.
Trots att hans första längtan att skriva uppenbarades redan vid tio års ålder, började han inte skriva innan han hade fylld arton. Han visste alltid att han skulle bli författare, men förväntade sig att  skriva inom filosofins område snarare än inom litteraturens, då han redan tidigt i sitt liv hade etablerat ett antal av genomtänkta komplexa filosofiska idéer.
Tidigt på året 1978 började han skriva poesi, och det finns belägg på att han inspirerades av en intensiv kärlek som han kände till en flicka från samma stad. En morgon vaknade han med en kort, men färdig dikt i huvudet. Han hade en liknande upplevelse dagarna därpå, och även några dagar senare upprepade sig detta. Han uppfattade denna erfarenhet som ett säkert tecken på att han skulle fortsätta att skriva dikter, vilket han gjorde under en period av tre eller fyra år.
Efter denna period av hemlighetsmakeri började han att uttrycka poesi mer öppet och publicerade sina dikter i några av de viktigaste litteraturtidskrifterna i före detta Jugoslavien – såsom Oko (Öga) i Zagreb, Kroatien och Jedinstvo (Enighet), och Stremljenja i Priština. I början av åttiotalet blev han sekreterare, och senare ordförare, i en litterär klubb (Karagač) i Peć. Han blev erbjuden redaktörens tjänst vid den lokala radiostationen i Peć, men han avböjde erbjudandet. Han har dock lett intervjuer med flera stora artister i Kosovo. Hans första diktband, (Krugovanje), var redo för tryckning 1983, men publicerades inte förrän 1993. Vid den tiden hade redan vissa av de äldre dikterna tagits bort, och några nya dikter, som skrevs mellan 1983 och 1986, tog deras plats tillsammans med bokens sista dikt, som skrevs i Chicago 1991. 1986, som ung författare, erkändes han bland 200 författare och poeter vid den litterära festivalen i Bor, (fd Jugoslavien). I slutet av åttiotalet blev han medlem i styrelsen för litterära ungdom av Serbien.
Under de senaste åren har Stovanović börjat att skriva på engelska och han har redan skrivit fler böcker, som inte är utgiva än, samt några rent filosofiska skrifter. Några av hans nya dikter är mindre elliptiska och stela både från ett lingvistiskt och ett poetiskt perspektiv.

## Journalistik

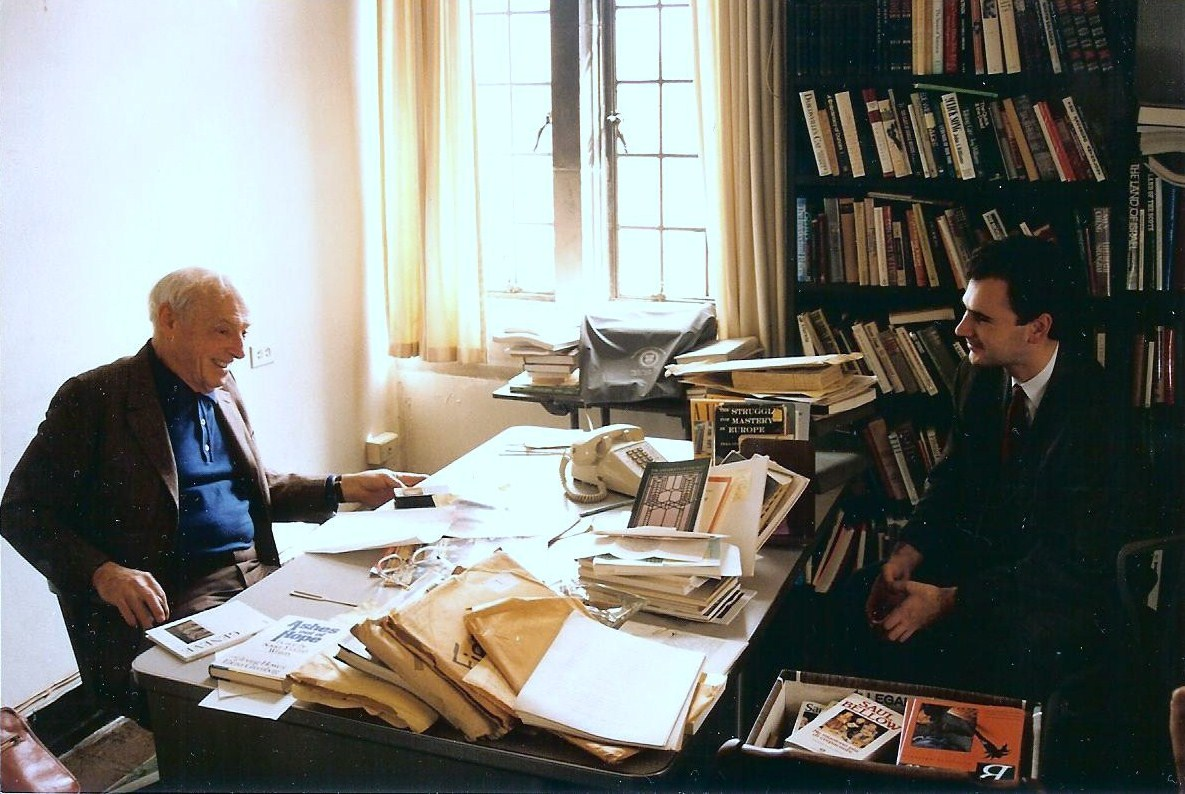
Saul Bellow och Dejan Stojanović, University of Chicago, 1992

1990 grundade han ett privat företag i Peć och planerade, bland annat, att ge sig in i affärsverksamheten som utgivare. Han kallade sitt företag Metoh (kyrkans land) och planerade att publicera en litterär tidskrift  med samma namn. Trots att han planerade att publicera tidskriften  i Kosovo bestod redaktionen av författare från Belgrad. En av dem var Alek Vukadinović, en känd serbisk poet som var en brinnande förespråkare av Stojanović's idé att publicera tidskriften.
Vid samma tid började han skriva för den första motståndstidskriften i Serbien, Pogledi (Visa). Han intervjuade många prominenta serbiska författare i Belgrad, bland annat Momo Kapor, Alek Vukadinović och Nikola Milošević. Under sin andra besök i Paris i maj och juni 1990 intervjuade han flera internationellt erkända konstnärer, bland annat Ljuba Popović, Petar Omičikus och Miloš Šobajić, som hade serbiska rötter, liksom franska intellektuella, till exempel Jacques Claude Villard.
I december 1990 reste han till USA som utlandskorrespondent och planerade att stanna mellan sex månader och ett år. Målet var att intervjua några litterära berömdheter och därefter återvända till Jugoslavien. Han uppnådde sitt mål, om än inte helt och hållet, eftersom kriget i före detta Jugoslavien började i mitten av 1991.
Han fick den prestigefyllda Rastko Petrović pris från Sällskapet för serbiska författare för sin bok med intervjuer vilken han hade sammanställt mellan 1990 och 1992 i Europa och Amerika och som kallades Samtal. Boken innehöll intervjuer med flera stora amerikanska författare, som till exempel Nobelpristagaren, Saul Bellow, Charles Simic och Steve Tesich.

## Förlorad boksamling och manuskript
Under sitt tidiga vuxenliv utvecklade Stojanović ett filosofisk system av idéer som befattade  sig   huvudsakligen med metafysiska frågor och universums struktur. Han skrev hundratals sidor i sina anteckningsböcker som utforskade dessa idéer, såsom ett antal essäer som handlade om språk och litteratur. Dessvärre har dessa manuskript förstörts i en eld tillsammans med hans bibliotek som bestod av över tusen böcker (omsorgsfullt valda under en period av flera år). Elden orsakades av militanta etniska Albaner strax efter kriget i Kosovo var slut (1999). Hans böcker, tillsammans med hans manuskript, bevarades temporärt i hans brors kontor, i centrumet av staden Peć.

## Tanke och filosofi i Stojanovićs poesi

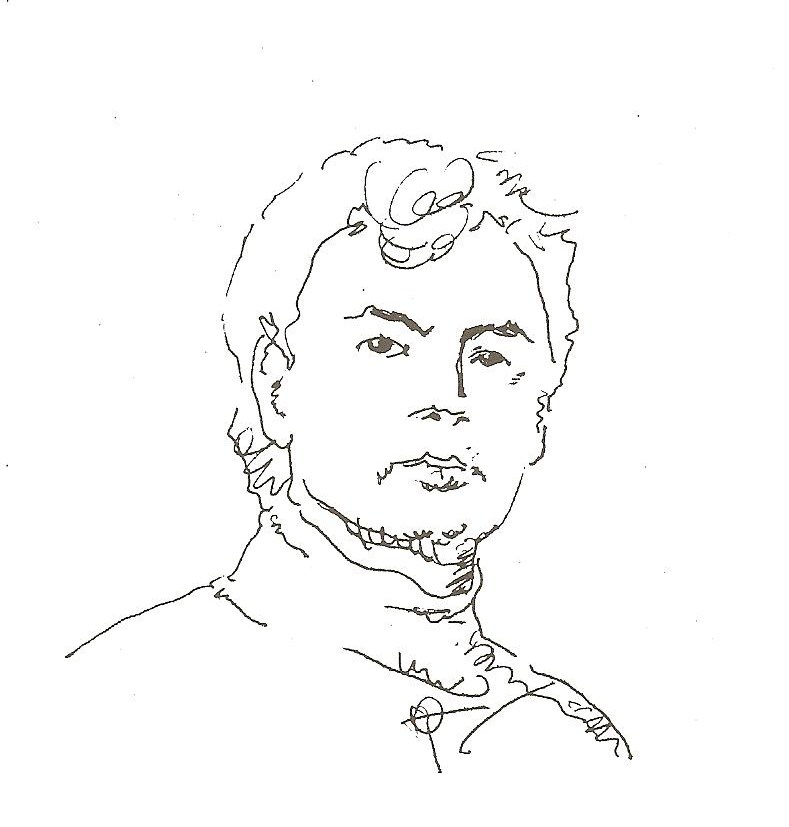
Dejan Stojanović, porträtt av Zoran Tucić

I gamla tider var filosofi nära förknippad med poesi, men på senare tid har den reducerats till en snävare ram. Många forntider texter, såsom Vedaskrifterna och Upanishaderna, försvara denna idé. Dessutom, är det ofta ett förbisedd faktum att de enskilda och försokratiska filosoferna, som Parmenides och Empedokles, använde sig enbart av versmått för att uttrycka sina filosofiska idéer. Därför kan man, oavsett den något märkliga tendensen i utvecklingen av filosofi och poesi, säga, att visdom och filosofi inte är något främmande för poesi, utan snarare är en inneboende och integrerad del av poesi från början av den mänskliga civilisationen.
Stojanovićs poetiska koncept pekar ut en tanke som har filosofiska och poetiska referenser. ... Omnämnandet av "atom", "ohörbara melodier", "element" osv. … i Stojanović’s poesi syftar på försokratiska tankar, och på den ursprungliga filosofin, där att vara och att tänka inte ännu har separerats. Atomister, pythagoréerna, och Zenon är bärande i Stojanović poesi.
—Miloslav Šutić

## Modern klassicism
Alek Vukadinović uttryckte sina åsikter om Stojanović och hans poesi i sitt efterord till Stojanović's första bok (Krugovanje) 'Poetiska kretsar av Dejan Stojanovic', genom dessa ord:
Eftersom texterna är specifika, förvånansvärt originella och utanför den kollektiva stöpta förnuftet och moderna trender är Stojanović's de ett tydligt exempel på kreativ individualism i en generation som har brytt sig minst om individualismen. Det är därför hans bok Circling (Krugovanje) inte bara är ett exempel på en extraordinärt poetisk prestation, men också en uppenbarelse av ett moraliskt och andligt projekt. Ett projekt, som tillhör den bästa traditionen i den serbiska poesin och som, i kontext med den samtida poesin, ligger närmast den moderna klassicismen.
—Alek Vukadinović

## Stil
Stojanovićs diktband karakteriseras av komprimerade sekvenser av dikter, som är enkla men samtidigt komplexa i termer av omsorgsfullt organiserad struktur. På grund av detta ger vissa dikter känslan av att vara mer framträdande och längre än andra. Detta gäller särskilt böckerna Tecknet och hans barn, Skepnaden, och Skaparen (Znak I njegova deca, Oblik, Tvoritelj), där han, med ett relativt litet antal ord som upprepas i olika sammanhang, har lyckats skapa och utveckla sin egen poetiska cosmogony. Av denna anledning beskrev författaren och kritikern David Kecman honom som cosmosophist.
I sina dikter täcker han de största frågorna med lika stor uppmärksamhet än de minsta, och ställer  ofta dessa sida vid sida med vilket han uppnår en nivå av absurditet och paradox. Han bygger därmed gradvis upp nya perspektiv och betydelser, som inte bara är poetiska i ursprung, men även i ändamål. Vissa teman, oavsett om det är småstenar eller galaxer, förekommer i alla hans böcker, och man kan säga att hans poetiska böcker, i sig själva, är en lång dikt, som tillsammans fungerar som integrerande faktorer av hyper-bok som fortfarande befinner sig i skapandeprocessen.
Han använde sig av många poetiska former som aldrig tidigare hade använts inom den serbiska poesin och skapade även nya former. "Om elegans återspeglas i enkelhet, så är dessa verser några av de mest eleganta,” konstaterade Branko Mikasinovich. Under de senaste åren har Stojanović börjat att skriva på engelska och han har redan skrivit fler böcker, som inte är utgiva än, samt några rent filosofiska skrifter. Några av hans nya dikter är mindre elliptiska och stela både från ett lingvistiskt och ett poetiskt perspektiv.

## Poesivolymer
- Krugovanje: 1978–1987 (Kretsande), Narodna knjiga, Alfa, Belgrad, 1993.
- Krugovanje: 1978–1987 (Kretsande), andra utgåva, Narodna knjiga, Alfa, Belgrad, 1998.
- Sunce sebe gleda, Književna reč, Belgrad, 1999.
- Znak i njegova deca (Tecknet och hans barn), Prosveta, Belgrad, 2000.
- Oblik (Skepnaden), Gramatik, Podgorica, 2000.
- Tvoritelj (Skaparen), Narodna knjiga, Alfa, Belgrad, 2000.
- Krugovanje, (Kretsande), tredje utgåva, Narodna knjiga, Alfa, Belgrad, 2000.
- Ples vremena (Dans av tid), Konras, Belgrad, 2007.

### Intervju
- Razgovori (Samtal), Književna reč, Belgrad, 1999

## Fotnoter
1. 1 2  Tjeckiska nationalbibliotekets databas, NKC-ID: js20191038105, läst: 1 mars 2022.[källa från Wikidata]
2. ↑  CONOR.Sl, CONOR.SI-ID: 100693091.[källa från Wikidata]
3. ↑  Miloslav Šutić, Značajni dometi kratke lirske forme, Književna reč, broj 515, juli 2001.; Odzivi, str. 67, Konras, biblioteka Groš, 2002., Belgrad
4. ↑  Alek Vukadinović, Pesnički krugovi Dejana Stojanovića, Krugovanje, Pogovor, str. 69, 1993., Belgrad
5. ↑  Petar V. Arbutina, Sunce sebe gleda, Solarni krug istine, Pogovor, Književna reč, Belgrad, 1999.
6. ↑  Zoran Mišić, Pogledi, broj 159, augusti 1994., Kragujevac
7. ↑  Aleksandar I. Popović, Razgovori, Belgrad, 1999
8. ↑  Dušan Vidaković, Umetnost intervjuisanja, Zbilja, broj 62/63, november/december 2000.
9. ↑  Aleksandar Petrov, Pesnik pred otvorenim vratima, Amerikanski Srbobran, Književni dodatak, december 2000., Pittsburgh
10. ↑  (Miloslav Šutić, Značajni dometi kratke lirske forme, Književna reč, broj 515, juli 2001.; Odzivi, str. 67, Konras, biblioteka Groš, 2002., Beograd)
11. ↑  [ Pesnički krugovi Dejana Stojanovića, Krugovanje, Pogovor, str. 69, 1993., Beograd]
12. ↑  Miroslav Mirković Buca, Prkos tamnim silama, Ilustrovana politika, rubrika Čitati ili ne čitati, broj 2177, 7. X 2000., Belgrad
13. ↑  Draginja Urošević, Borba, 2001, Beograd
14. ↑  Oliver Janković, Belina sveta i papira, Borba, 28, 29, 30. 11. 2000., Belgrad
15. ↑  Nevena Vitošević, Simfonija znakova ili skladna porodica, Knjizevna reč, broj 513, str. 49, februari 2001., Belgrad
16. ↑  David Kecman Dako, Znakovi smisla, Borba, 15. 3. 2001., Belgrad
17. ↑  Branko Mikasinovich, (Sunce sebe gleda), The Sun Watches Itself, World Literature Today, A Literary Quarterly of the University of Oklahoma, Norman, Oklahoma, Volume 74, Number 2, Page 442, Spring 2000